# Абдали
Абдали́ (рос. Абдалы) — присілок у складі Слободського району Кіровської області, Росія. Входить до складу Ленінського сільського поселення.
Населення становить 4 особи (2010).